# Zellesmühle
Zellesmühle (fränkisch: Dsällesmiel) ist ein Gemeindeteil der Gemeinde Weigenheim im Landkreis Neustadt an der Aisch-Bad Windsheim (Mittelfranken, Bayern). Zellesmühle liegt in der Gemarkung Reusch.

## Lage
Die Einöde liegt im Tal des Iffbachs (im Unterlauf Iff genannt), einem linken Zufluss des Breitbachs, und ist von Acker- und Grünland umgeben. Ein Anliegerweg führt zur Lanzenmühle (1 km westlich) bzw. zur Kreisstraße NEA 43 (0,5 km östlich).

## Geschichte
Der Ort wurde 1528 als „Federleins-Mühl“ erstmals urkundlich erwähnt. 1615 saß auf ihr der „Söllis-Müller“. 1735 wurde sie „Zölleinsmühl“, 1820 schließlich „Zellesmühle“ genannt. Benannt wurde die Mühle nach Federlein bzw. Söll, den Familiennamen der jeweiligen Besitzer.
Von 1797 bis 1808 unterstand Zellesmühle dem preußischen Justiz- und Kammeramt Uffenheim. 1806 kam der Ort an das Königreich Bayern. Mit dem Gemeindeedikt (frühes 19. Jahrhundert) wurde Zellesmühle dem Steuerdistrikt Ippesheim und der Ruralgemeinde Reusch zugewiesen.
Am 1. Juli 1972 wurde Zellesmühle im Zuge der Gebietsreform in Bayern nach Weigenheim eingegliedert.
Heute befindet sich um die Zellesmühle eine ausgedehnte Baumschule.

## Einwohnerentwicklung
| Jahr      | 001818 | 001836 | 001840 | 001861 | 001871 | 001885 | 001900 | 001925 | 001950 | 001961 | 001970 | 001987 |
| Einwohner | 5      | 5      | 5      | 5      | 9      | 12     | 6      | 6      | 6      | 6      | 0      | 2      |
| Häuser    | 1      | 1      | 1      |        |        | 1      | 1      | 1      | 1      | 1      |        | 1      |
| Quelle    | [ 8 ]  | [ 11 ] | [ 12 ] | [ 13 ] | [ 14 ] | [ 15 ] | [ 16 ] | [ 17 ] | [ 18 ] | [ 19 ] | [ 20 ] | [ 1 ]  |

## Religion
Der Ort ist seit der Reformation evangelisch-lutherisch geprägt und bis heute nach St. Marien (Reusch) gepfarrt.